# 수력 발전

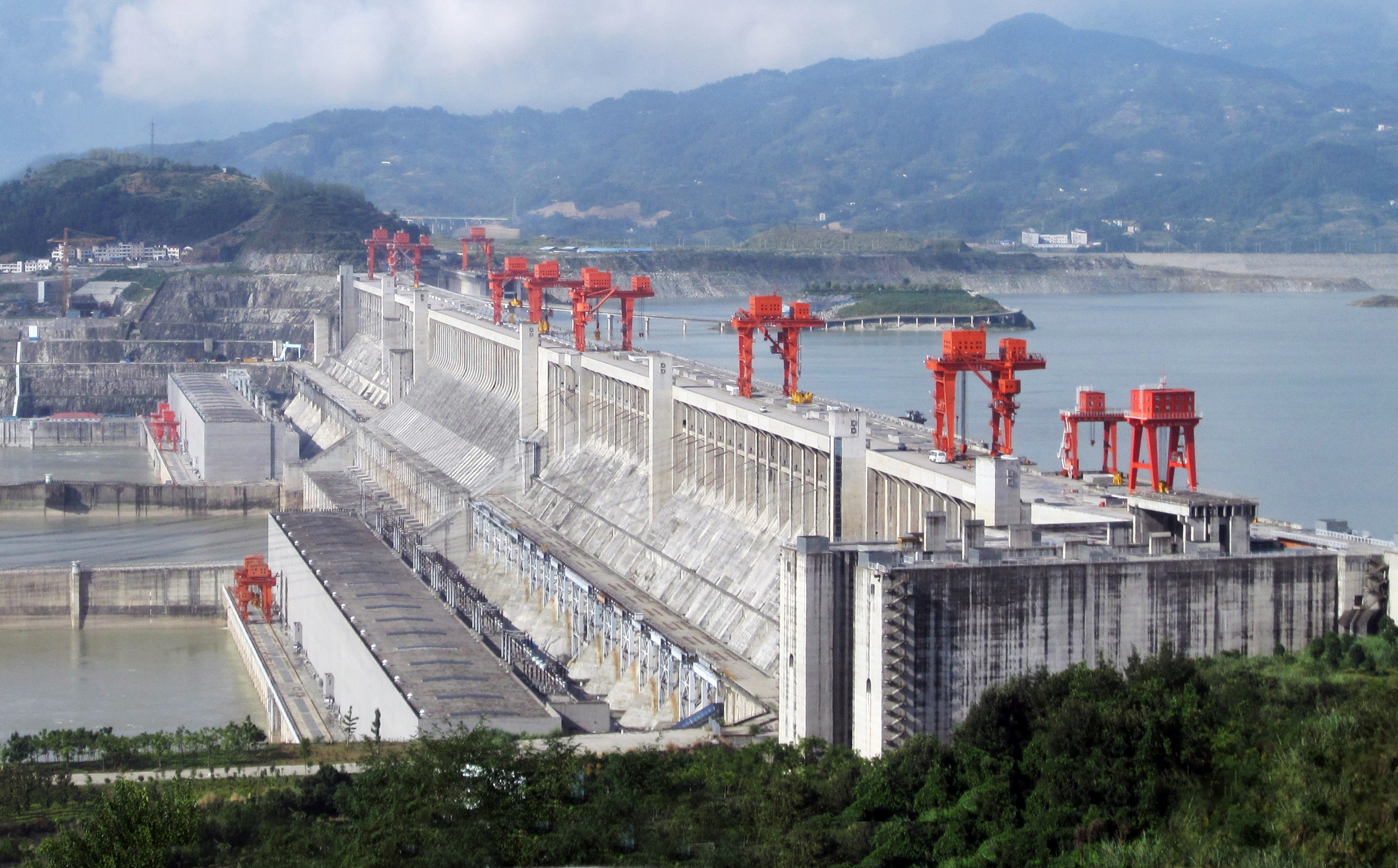

수력 발전(水力發電)은 수력을 이용하여 전력을 생산하는 일이다. 자세히 말해 수력 발전은 수력원동기를 사용하여 물이 지니고 있는 원동력, 즉 위치에너지· 속도에너지를 전력에너지로 변환시켜 전력을 생산하는 형태를 말한다.
수력 발전으로 얻은 전기를 수력 전기(水力電氣, hydroelectricity)라고 한다. 현재 가장 널리 쓰이는 재생가능한 에너지이며, 점점 의존도가 증가하고 있다. 일단 건설이 되면 더 이상 직접적인 폐기물은 방출하지 않으며, 이산화탄소 배출량도 적다.
하지만 수력 전기를 위해서 건설해야 하는 댐의 건설비용, 환경 영향, 그리고 관리 때문에 재생가능한 에너지로 여기지 않기도 한다.
또한 댐은 아무데나 만들 수가 없으며, 댐을 세울 경우 댐 위쪽의 마을들이 물에 잠기게 되므로 좋지 않다.
전통적인 에너지원이 수력발전은 기력하고 원자력에 밀리고는 있으나 영농·치수·용수원 등 다목적 효용 때문에 그 중요성은 여전하다.
2022년 수력발전이 대한민국 전력생산에서 차지하는 비율은 단 1.1%에 불과하다.

## 같이 보기
- 수리 공학